# Mesquita de Ketchaoua
La Mesquita de Ketchaoua (àrab: جامع كتشاوة, jāmiʿ Katxāwa) és una mesquita històrica dins el patrimoni classificat de la Casba baixa d'Alger. És un símbol de la història de la capital algeriana. Construïda al 1436, es va reconstruir en el segle xviii sota el govern del dey Hassan. La remodelaren en el segle xix, després d'assignar-la al 1832 al culte catòlic durant el període d'invasió colonial francesa, com a Catedral de Sant Felip d'Alger, fins a la independència d'Algèria al 1962, quan tornà a ser mesquita. Està classificada, amb la Casba (la medina d'Alger), com a Patrimoni mundial de la Humanitat de la UNESCO. La façana actual és obra de l'arquitecte francés Albert Ballu.

## Història

### Període medieval
La data de fundació de la mesquita sembla ser el 1436. Segons Myriam Bacha Ketchaoua la mesquita és una institució de, si més no, el segle xvi es va ampliar el 1794. Segons Golvin, l'edifici actual data del 1794 i l'aixecaren en un oratori més antic. Segons Guemriche, però, l'edifici data del 1612 abans de ser redissenyat de nou al 1794.

### Període de la Regència d'Alger

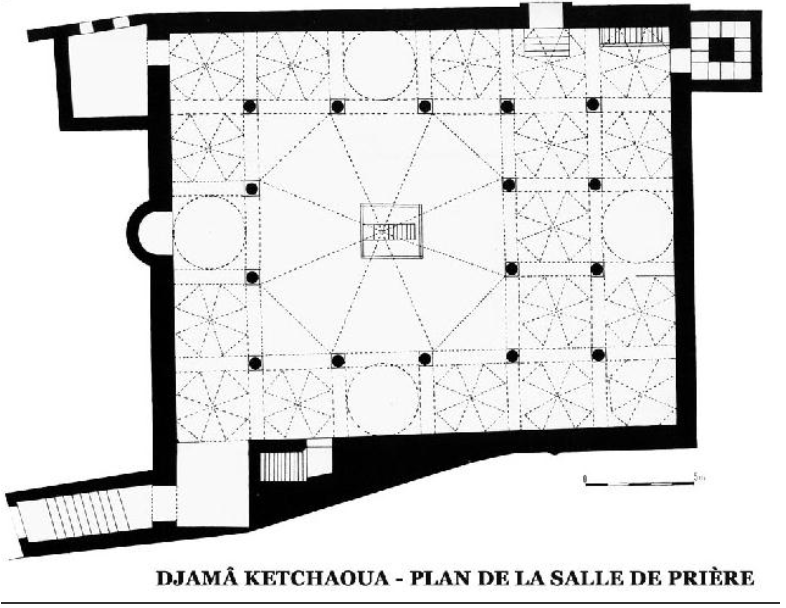
Mesquita del 1794 del dei Hassan, segons Ravoisier (c. 1842)

La primera acta habús —dret musulmà d'una fundació— que en documenta l'existència data de l'any 1612. I la situa al lloc d'una font, a «L'altiplà de les cabres», d'ací prové el nom ketchaoua en turc. Aquesta mesquita s'esfondrà en menys de dos segles i un nou edifici més important se'n feu al 1613 sota el govern de la Regència otomana, que també s'esfondrà aviat.

La mesquita, la tornaren a reconstruir al 1794 sota el govern del dey Hassan, a qui se li deu la forma actual. La gran sala d'oració descansa en subestructures voltades que compensen el terreny en declivi. Consta d'una sala d'oració quadrada d'11,50 metres de cada costat, amb una gran cúpula octogonal i una doble filera de galeries —semblant a una altra mesquita algeriana: la d'Ali Bitchin. Aquestes galeries d'arcades davant del mihrab són espais tapats amb cúpules secundàries, estan separats per dobles arcs i recolzen sobre penjolls. Tots els arcs de forma sobreeixida estan suportats per columnes amb grans capitells. L'arquitectura general, poc comuna al nord d'Àfrica, recorda les mesquites amb gran cúpula central de Turquia.(4)

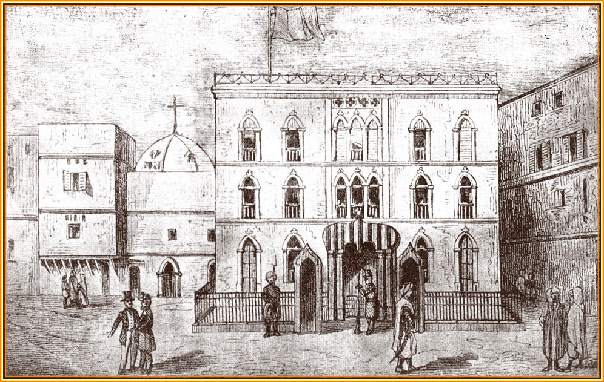
La Mesquita de Ketchaoua (c. 1844) sense l'extensió —nau central, dues torres i portal— que s'hi afegí al s. XIX.
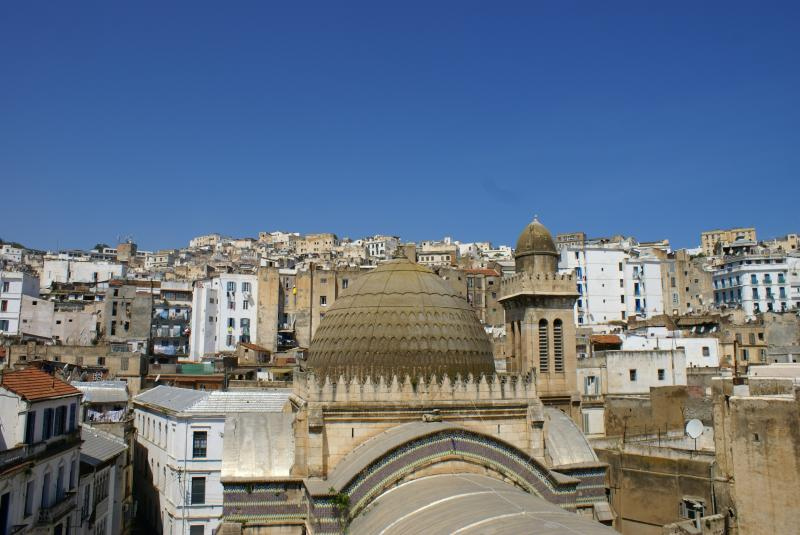
Cúpula amb vista a la part posterior i la més antiga de l'edifici. El minaret és recent
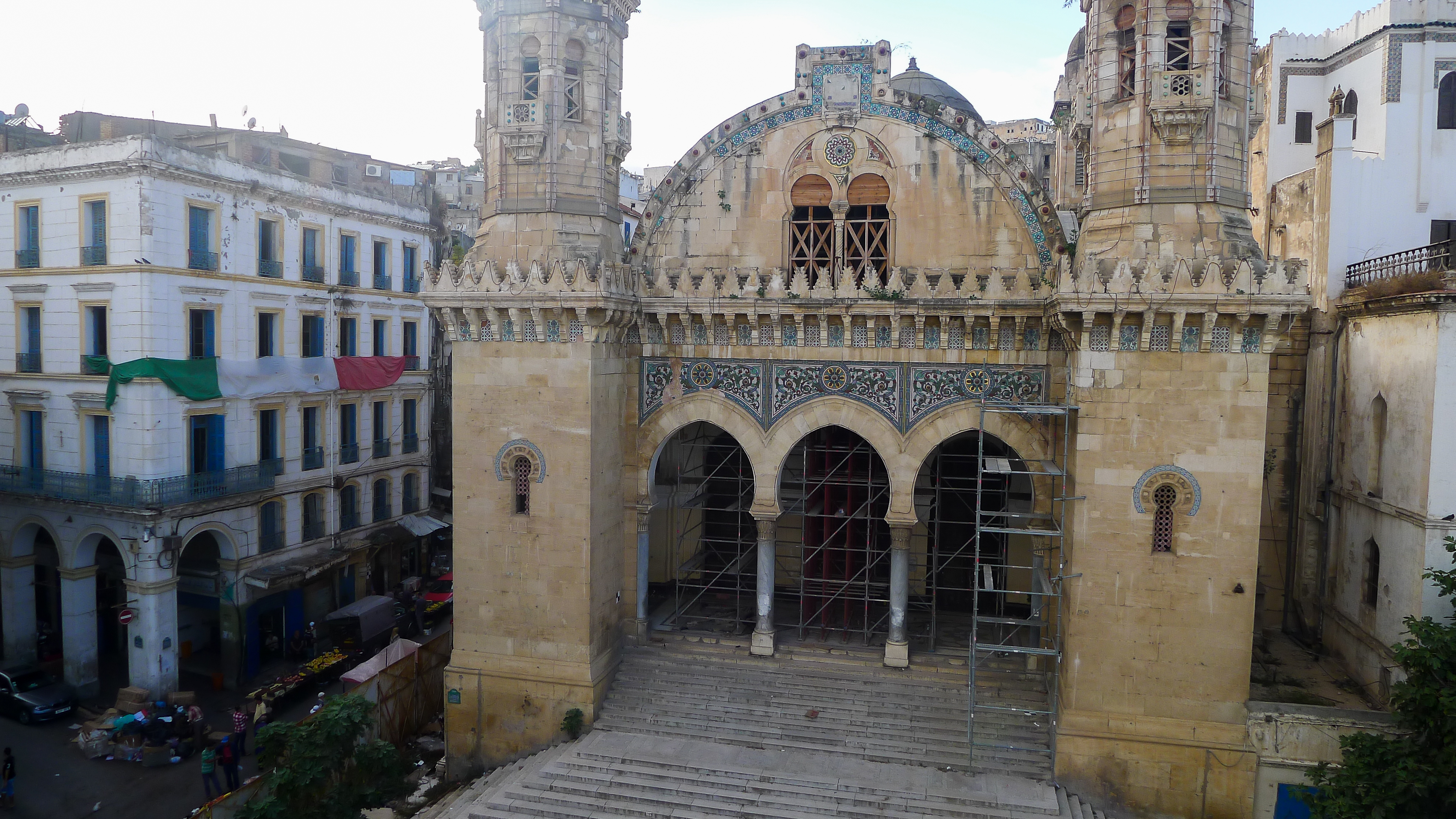
Entrada a la mesquita de Ketchaoua

### Període de colonització francesa: la Catedral de Sant Felip

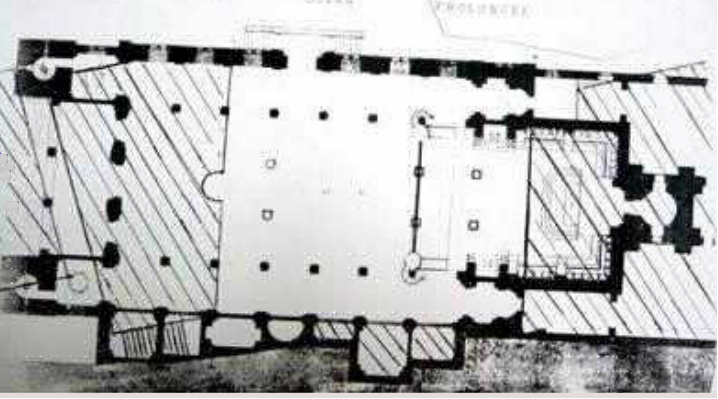
Plànol de la remodelació prevista al 1842 per Ravoisier parcialment realitzada

Després de l'ocupació francesa d'Alger, la mesquita fou requisada pel duc de Rovigo. Confiant en els seus drets protegits per la Convenció del 4 de juliol del 1830 signada pel mariscal Bourmont en prendre Alger, la població rebutjà fins al darrer minut donar el vistiplau per a requisar el lloc sagrat, van organitzar una resistència i van proposar donar-los un altre edifici. Seguint l'alerta donada per un moqadem de la germanor de Taïbiya que animava la població, el duc de Rovigo ordenà ocupar la mesquita el 17 de desembre del 1831. Quatre mil musulmans s'havien atrinxerats en l'edifici. L'entrada per la força provocà un moviment d'estampida en què moriren diverses persones. Rovigo va declarar: «Ens van donar la mesquita més desemparada i menys venerada de la vila. No la vull! Vull la més bella! Som els vencedors!»
El 1832, la mesquita esdevingué el primer lloc de culte cristià provinent de la conversió d'una mesquita otomana. Per la butla Singulari divinae del 10 d'agost del 1838, el papa Gregori XVI elevà l'església a rang de catedral.
La mesquita és coneguda pel seu refinament arquitectònic. El 1839, Ravoisié va establir una proposta detallada per a restaurar-la. Aquest projecte, malgrat els estudis i els mitjans involucrats, fou un fracàs perquè el lloc continua sent massa estret per a acomodar una seu i garantir un accés fàcil.
L'edifici ha estat àmpliament reestructurat: la façana està quasi totalment reconstruïda, amb dues torres, una escala monumental i alineada amb la de Dar Hassan Paixà: el palau d'hivern. Els arquitectes Harou-Romain i Féraud en dirigiren les obres des del 1845 fins al 1860, i Ballu va completar-ne la reconstrucció al 1890. El portal revela restes antigues: un mosaic romà de l'antiga Icosim, medallons i una cisterna d'aigua. Aquestes «restauracions» també hi feren modificacions radicals. El caràcter arquitectònic de la façana d'estil morisc es deu a aquest període.
Després de la confiscació de la mesquita, el muftí li va dir al duc de Rovigo: «La nostra mesquita haurà canviat de religió, però no de mestre, l'únic Déu». Alguns versos de l'Alcorà, que adornen la sala d'oració, s'han conservat pel seu missatge sobre la submissió del creient al Senyor. El 1909, va sorgir una tesi antagònica, segons la qual la catedral seria un edifici nou que reemplaçà per l'antic edifici.

### Conversió en mesquita després de la independència

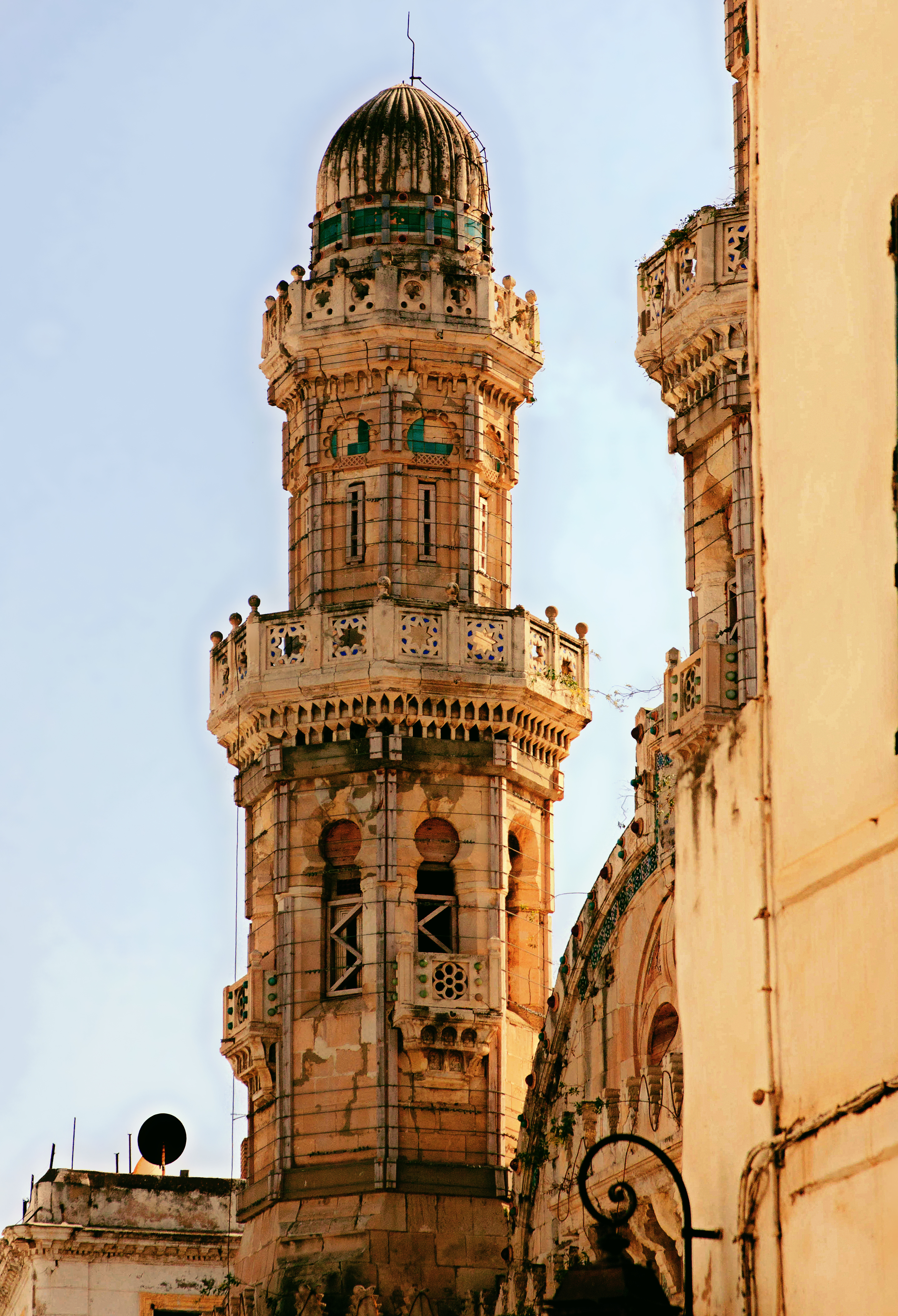
Minaret de la Mesquita de Kechaoua

L'església de Sant Felip fou catedral d'Alger fins a la independència d'Algèria, al 1962, quan tornà a ser mesquita. El Ministeri Algerià d'Habous i l'arquebisbe d'Alger van anunciar un «regal d'amistat lliurement consentit per l'Església en nom dels cristians d'Algèria». La primera oració solemne del divendres se celebrà el 2 de novembre del 1962 i es feu sobre una cripta que conserva les tombes de bisbes.
L'orgue instal·lat el 1929 fou destruït en part, en aquest moment. Una de les campanes, Augustine, fosa el 1868 per Burdin el major, es va oferir després del 1963 per a la capella bretona dels Sept-Saints, lloc d'una famosa peregrinació de cristians i musulmans a França; portada d'Alger, es col·locà en el campanar de l'església parroquial de l'antic mercat el 22 de juliol del 1965 amb el sobrenom de la «campana de la unitat».

## Arquitectura
La Mesquita de Ketchaoua té forma de basílica allargada i adopta l'anomenat pla jesuïta, amb una àmplia nau central coberta d'una volta de canó i naus laterals menors. El creuer no és prominent i a la cruïlla té una cúpula ovalada que ho cobreix tot. El que és innovador és el segell orientalitzant barrejat amb l'estil neobizantí. Així que és el més pur estil eclèctic, que fa una crida directa a diferents fonts —Renaixement per al pla, gòtic per a la composició de la façana, adorns orientals de la torre campanar i un cos neobizantí.

La façana segueix l'arquitectura gòtica: dues torres de campanars —en forma de minaret del període mameluc a Egipte— a banda i banda, formen una simetria perfecta amb un cos central quadrat i una galeria amb tres arcades. L'entrada principal es fa per una escala de 23 graons. Té un pòrtic ornamentat, sostingut per quatre columnes de marbre amb vetes negres. Dins la mesquita, hi ha arcades de columnes de marbre blanc. La bellesa de les sales, els minarets i els sostres s'accentuen amb l'obra de guix morisc. L'edifici, que ara domina la plaça pública de la Casba, amb la mar al davant, té dos minarets octogonals que flanquegen l'entrada, amb dissenys i decoracions romanes d'Orient i morisques. Moltes columnes de marbre blanc pertanyen a la mesquita originària. Hi ha una tomba amb les restes de sant Jerònim en una de les cambres.

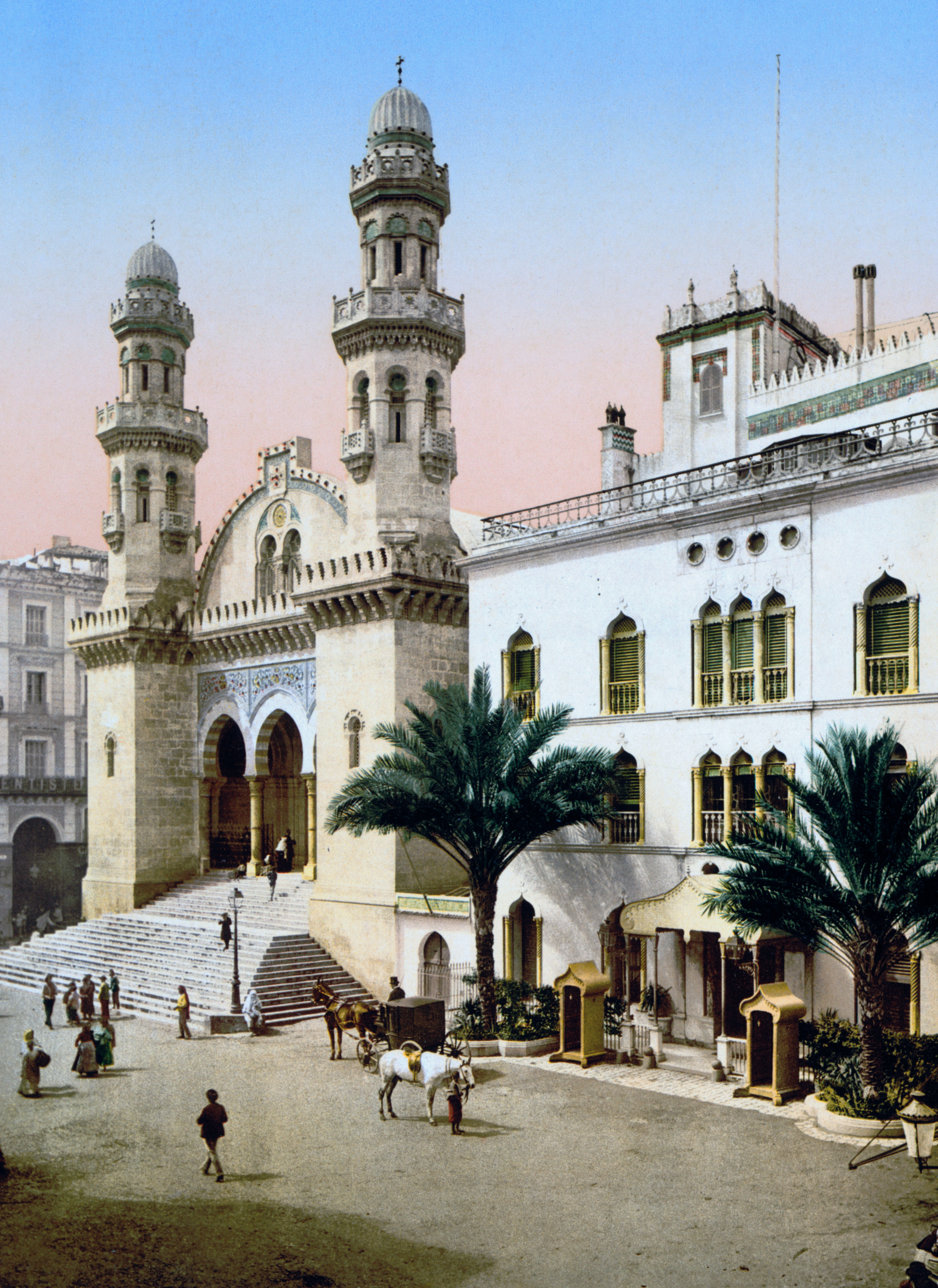
La Mesquita de Ketchaoua d'Alger, 1899

## La mesquita en l'espai de la medina
La Mesquita de Ketchaoua és a la Casba baixa, un lloc d'intercanvi i poder de la medina d'Alger. La mesquita, construïda durant el govern de l'Imperi otomà, era el centre de la ciutat. La seua ubicació estratègica, en la primera de les escales de la Casba, conduïa a les cinc portes de la ciutat en el districte aristocràtic on vivien els membres de la família reial de la Regència otomana, l'elit política i altres magnats de negocis. S'edificà en l'emplaçament d'Icosim —assentament fenici originari que va existir en el lloc de la mesquita.
De fet, el sector concentra palaus com el de Dar Hassan Paixà —al costat de la mesquita i que fou l'antic palau d'hivern del governador general de la colònia— i el Palais des raïs. Aquesta és també la zona de Dar Soltan el Kedim o Palau Jenina, l'antic palau del dei abans del 1817, del qual continua existint una dependència: Dar Aziza. Àmpliament redissenyada durant el període francés colonial, la Casba baixa té un típic barri d'estil morisc amb els carrerons serpentejants que contrasten amb l'urbanisme colonial perifèric. Seguint la vocació comercial del barri, els carrerons al voltant de la Mesquita de Ketchaoua són la seu d'un soc de diferents mercaderies.

## Restauració delseglexxi
L'any 2009, el Departament de Patrimoni d'Algèria començà a dur a terme millores en els minarets octogonals, la volta central de la façana principal i l'escala contigua dins la mesquita. El minaret que estava parcialment a la vora del col·lapse ara és en procés de restauració, i hi ha en marxa plans per a la seua implementació, en tres etapes, inclosa la restauració de la Casba mateixa. Aquest pla, llançat al setembre del 2008, cobreix la renovació d'algunes mesquites en l'antiga ciutat d'Alger i la conversió de diverses cases en biblioteques.